# Taubenturm (Bouysset)

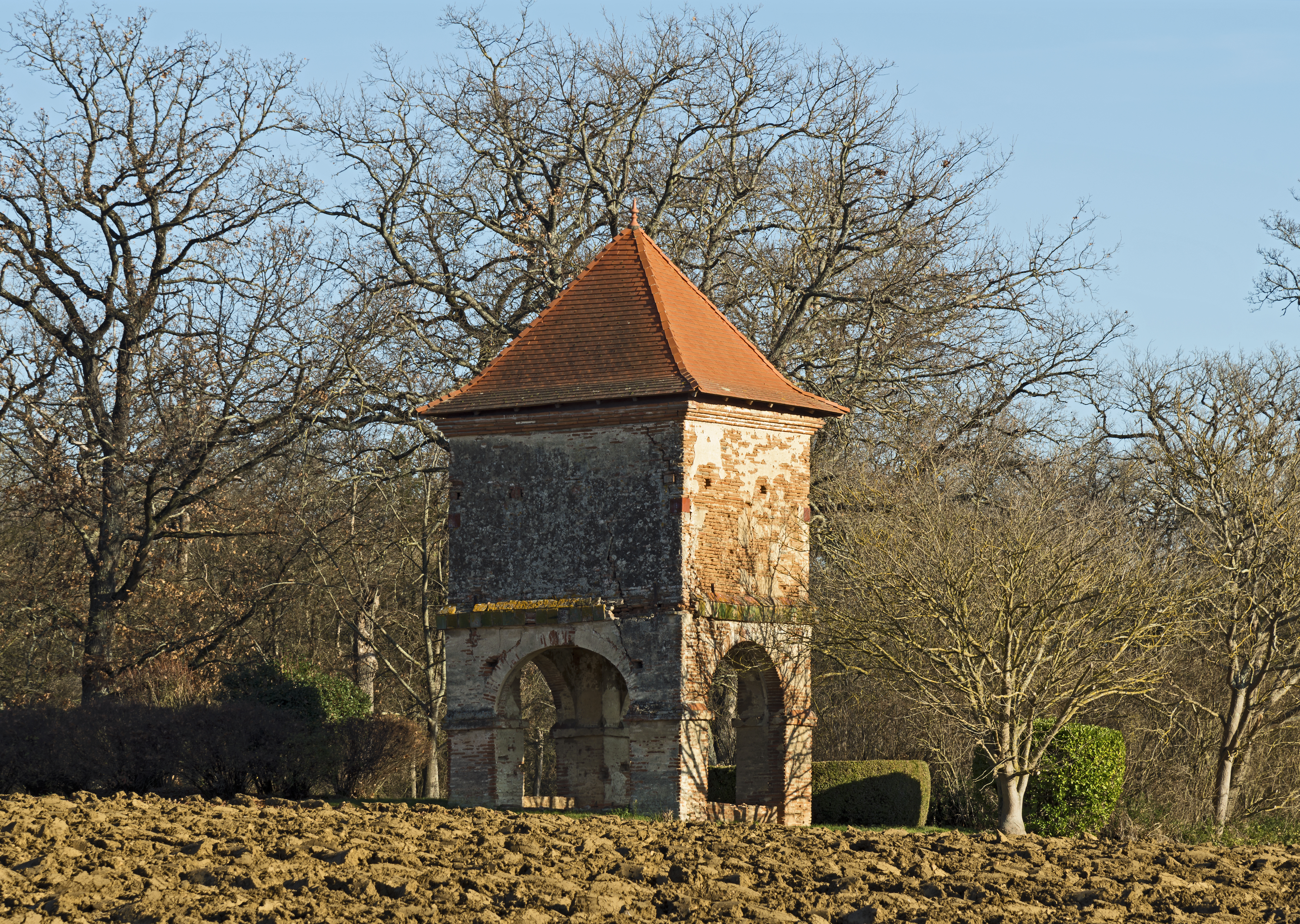
Taubenturm in Bouysset

Der Taubenturm (französisch colombier oder pigeonnier) in Bouysset, einem Weiler der französischen Gemeinde Labège im Département Haute-Garonne in der Region Okzitanien, wurde in der zweiten Hälfte des 18. Jahrhunderts errichtet. Der Taubenturm steht seit 1977 als Monument historique auf der Liste der Baudenkmäler in Frankreich.
Der rechteckige Taubenturm aus verputztem Ziegelmauerwerk ist im Erdgeschoss durch vier Rundbögen geöffnet. Unterhalb des Pyramidendaches verläuft ein Fries. Das besitzt zwei Gesimse.